# منيل دويب
منيل دويب إحدى قرى مركز أشمون التابع لمحافظة المنوفية بجمهورية مصر العربية.

## التاريخ
قرية منيل دويب من القرى القديمة، حيث وردت باسم «منيل أبو دويب» في أعمال المنوفية ضمن قرى الروك الناصري التي أحصاها ابن الجيعان في كتاب «التحفة السنية بأسماء البلاد المصرية». وفي العصر العثماني وردت باسم «منيل أبو دويب» في التربيع العثماني الذي أجراه الوالي العثماني سليمان باشا الخادم في عصر السلطان العثماني سليمان القانوني ضمن قرى ولاية المنوفية، وفي تاريخ 1228هـ/1813م الذي عدّ قرى مصر بعد المسح الذي قام به محمد علي باشا باسم «منيل دويب» ضمن قرى مديرية المنوفية.

## السكان
بلغ عدد سكان منيل دويب ومنشأتها 5,326 نسمة، حسب الإحصاء الرسمي لعام 2006.